# Georg Buchholzer

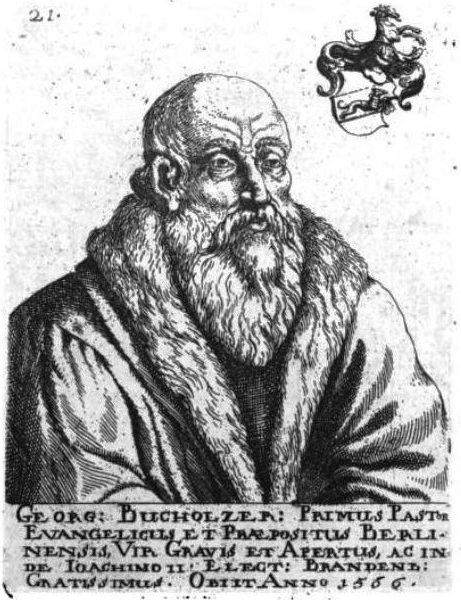
Georg Buchholzer nach Martin Friedrich Seidels Bilder-Sammlung

Georg Buchholzer (auch Buchholtzer; * um 1503 in Dahme; † 31. Mai 1566 in Berlin) war ein lutherischer Theologe und Reformator.

## Leben und Wirken

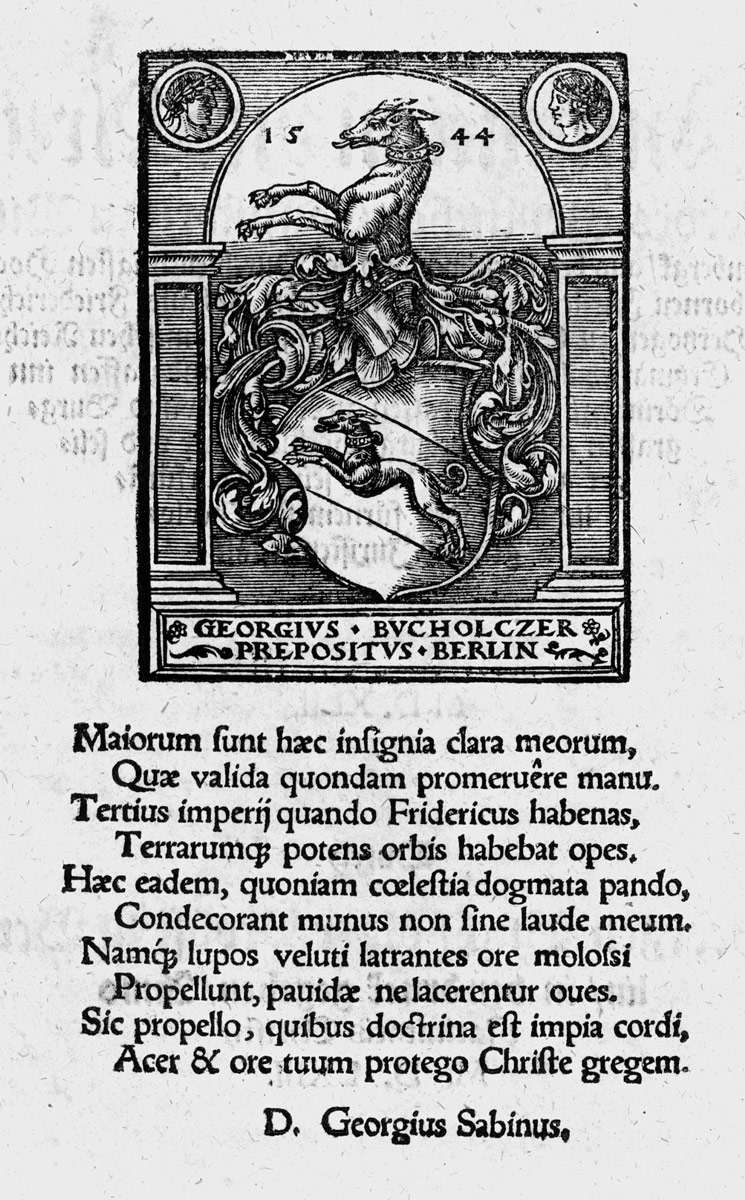
Wappen des Georg Buchholzer mit Jahreszahl 1544, aus: Constitution und Artickel des Geistlichen Consistorij zu Wittembergk, Frankfurt an der Oder 1563

Buchholzer wurde als Sohn eines Ratsherrn geboren. Er studierte bis 1526 in Wittenberg und schrieb mehrere Predigten Martin Luthers nach, die 1552 veröffentlicht wurden. Dann wurde er 1526 als Pfarrer in Buckow eingeführt und im Jahre 1527 wurde er zum Pfarrer in Schöna berufen. Nach zehnjähriger Dienstzeit in Schöna wurde er 1538 Oberpfarrer in Arnswalde und 1539 als Propst nach Berlin berufen.
Hier wirkte er als Berater des Kurfürsten Joachim II. und half diesem bei der Durchführung der Reformation in Brandenburg. Dazu arbeitete er 1540 an der Brandenburgischen Kirchenordnung mit und an der Einrichtung des Berliner Konsistoriums, das die erste brandenburgische Kirchenvisitation durchführte. Während dieser Zeit stand er im ständigen Briefkontakt mit Martin Luther und Philipp Melanchthon, die ihn bei kritischen Fragen berieten.
Als versucht wurde, das Augsburger Interim 1548 in Brandenburg einzuführen, gab es ständige Streitigkeiten mit Johannes Agricola. Buchholzer vertrat dabei die Position der gemäßigten Philippisten und wurde, als sich die Gnesiolutheraner in Brandenburg durchgesetzt hatten, durch Joachim II. von Brandenburg wegen ständiger theologischer Dispute 1565 abgesetzt.

## Werke
- Verzeichnis bei J. Ch. Müller – G. G. Küster, Altes und Neues Berlin I, 1737, Seite 295
- Verzeichnis bei Lothar Noack – Jürgen Splett, Bio-Bibliographien: Brandenburgische Gelehrte der frühen Neuzeit; Mark Brandenburg mit Berlin-Cölln 1506–1640, Berlin 2009, S. 49–54